# IC 2581
Amas ouvert
IC 2581 est un amas ouvert dans la constellation de la Carène.
- Ascension droite : 10h 25m 30s
- Déclinaison : -57° 23′
- Taille : 5'
- Magnitude : 5

Amas ouvert assez large réservé à l'hémisphère sud.
L'amas ouvert est situé juste au sud de la limite avec la constellation des Voiles. De simples jumelles permettent de voir cet intéressant amas.
L'étoile la plus brillante de l'amas est de loin la supergéante lumineuse V399 Carinae. La probabilité qu'elle en soit effectivement membre est de 62,9 %. Il s'agit d'une étoile variable dont la magnitude apparente varie entre +4,63 et +4,72.